# Сатири (Горацій)
Сатири або Бесіди (лат. Sermones) — збірник віршів римського поета Квінта Горація Флакка в двох книгах, опублікованих, приблизно, в 35 і 30 до н. е.. Перша книга «Сатир» стала першим опублікованим твором Горація і принесла йому славу одного з найбільших поетів епохи (поряд із Вергілієм).
«Сатири» є написані гекзаметром вірші на різні теми, які часто мають форму діатриби, діалогу з вигаданим співрозмовником. Їх зміст має моралістичний характер (наприклад, проти розкоші, проти заздрощів, на захист сільського життя), зустрічаються прості описи.